# Außenohr

Lagebeziehungen von Außenohr, Mittelohr und Innenohr beim Menschen – das Außenohr besteht aus äußerem Gehörgang und Ohrmuschel samt Ohrläppchen

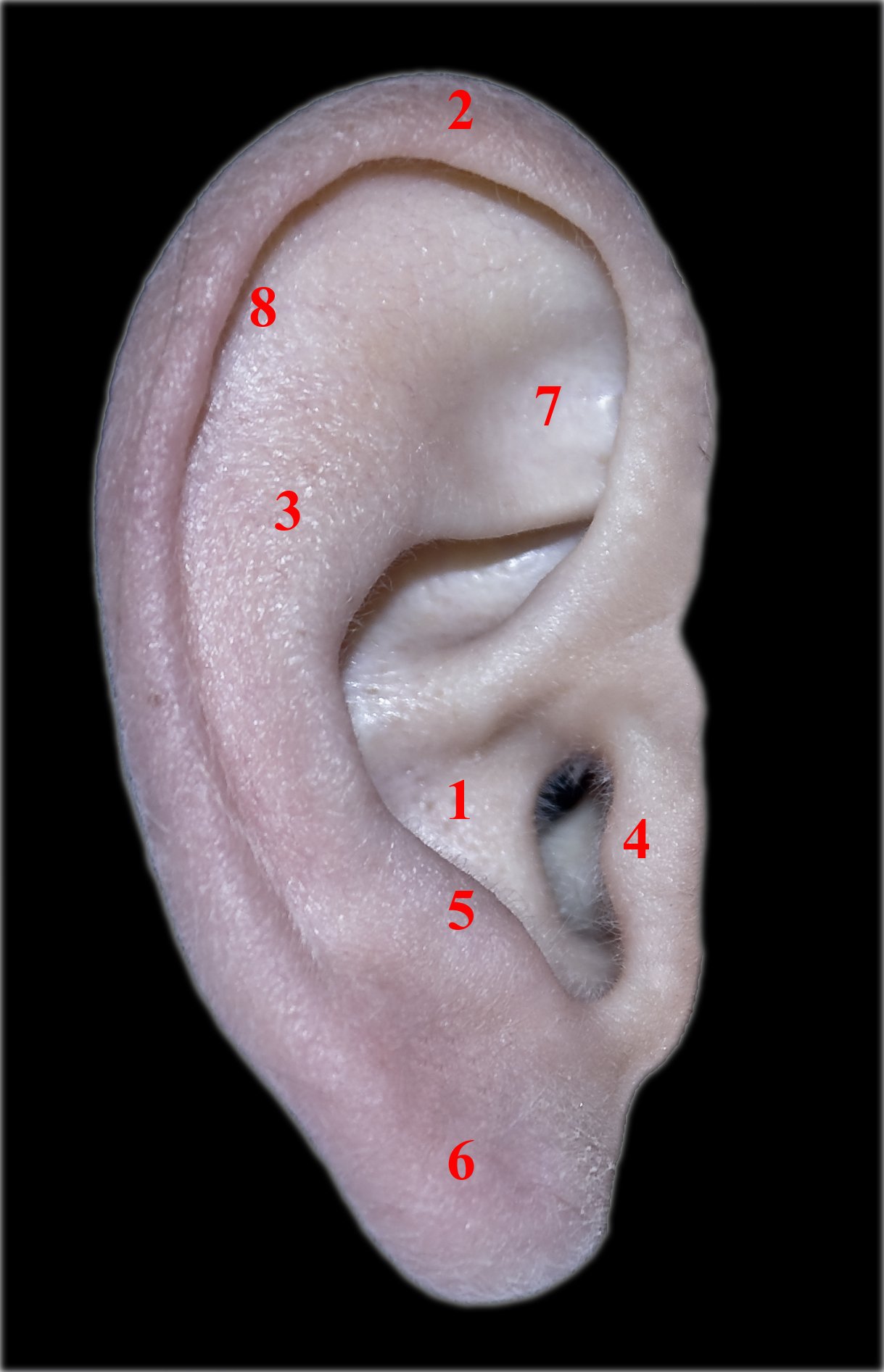
1) Ohrmuschel (Concha auricularis),
2) Helix,
3) Ohrwulst, Bogenwulst, (Anthelix auriculae),
4) Tragus,
5) Antitragus,
6) Ohrläppchen (Lobulus auriculae),
7) Fossa triangularis,
8) Scapha

Das Außenohr (Auris externa) ist ein Bestandteil des Ohres und umfasst die Ohrmuschel und den äußeren Gehörgang, beim Menschen auch das Ohrläppchen. Das Trommelfell stellt die Grenze zwischen Außenohr und Mittelohr dar.

## Aufbau und Funktion
Die Ohrmuschel stellt einen richtungsselektiven Filter dar, der zur Lokalisation von Schallquellen in der Medianebene genutzt wird. Die zahlreichen Erhebungen und Vertiefungen der Ohrmuschel bilden jeweils akustische Resonatoren, die jeweils bei Schalleinfall aus einer bestimmten Richtung angeregt werden. Hierdurch entstehen richtungsabhängige Minima und Maxima im Frequenzgang der Ohrempfindlichkeit. Durch Auswertung der Maxima und Minima im Frequenzspektrum des Ohrsignals kann das Gehör unterscheiden, ob Schall von vorne, hinten, oben oder unten kommt (richtungsbestimmende Bänder).
Mit Hilfe von Stellmuskeln können viele Säugetiere die Ohrmuscheln zu einer Schallquelle hin ausrichten. Diese sind beim Menschen weitgehend zurückgebildet und somit sind die menschlichen Ohren mehr oder weniger unbeweglich.
Das Außenohr entwickelt sich embryonal aus sechs mesenchymalen Höckern, die mit Ektoderm bedeckt sind. Drei der Höcker stammen aus dem ersten und drei aus dem zweiten Kiemenbogen. Durch die Verschmelzung der Höcker um die erste Kiemenfurche entsteht die Ohrmuschel, während sich der äußere Gehörgang und der äußere Anteil des Trommelfells durch Einsenkung der Kiemenfurche bilden. Eine unvollständige Verschmelzung der Ohrmuschelhöcker ist Ursache der sogenannten Aurikularanhänge. Es findet sich dabei meist nur ein einzelner kleiner Höcker vor der Ohrmuschel, eine harmlose Missbildung.

## Erkrankungen
Eine Entzündung des Außenohrs wird als Otitis externa bezeichnet.